# Robert Neppach
Robert Neppach (né le 2 mars 1890 à Vienne, Autriche-Hongrie; mort le 18 août 1939 à Zurich, Suisse) fut un décorateur, un producteur de films et un directeur artistique autrichien. Il supervisa la réalisation de plus de 80 films, travaillant avec des réalisateurs tels que Friedrich Wilhelm Murnau, Richard Oswald, Dimitri Buchowetzki, Paul Ludwig Stein, Karl Grune, Lupu Pick, Hans Steinhoff, Felix Basch, Gustaf Molander, Harry Piel, Max Ophüls ou Géza von Bolváry.

## Biographie
Avec sa formation universitaire, Robert Neppach était un décorateur au profil inhabituel pour l'époque.
À partir de 1932, il se focalisa sur la production, mais, avec la montée du nazisme, sa vie devint difficile du fait que son épouse était juive. Il partit pour la Suisse, où, peu avant le déclenchement de la Seconde Guerre mondiale, il tua sa femme avant de se suicider.
Sa première femme était la championne de tennis Nelly Neppach, née Bamberger, qui s'est suicidée en 1933 parce que, juive, il lui avait été interdit de représenter son pays dans les compétitions sportives.

## Filmographie partielle
- 1920 : De l'aube à minuit de Karlheinz Martin
- 1921 : Sehnsucht de Friedrich Wilhelm Murnau
- 1921 : Torgus (Verlogene Moral), de Hanns Kobe
- 1922 : Der Graf von Charolais de Karl Grune
- 1923 : Loulou (en) (Erdgeist) de Leopold Jessner
- 1923 : Paganini de Heinz Goldberg
- 1927 : Au bout du monde (Am Rande der Welt) de Karl Grune
- 1928 : La Clef d'argent (Parisiskor) de Gustaf Molander
- 1929 : Je baise votre main, Madame de Robert Land
- 1929 : Danseuse de corde de Karl Grune
- 1929 : Mon copain de papa (Vater und Sohn) de Géza von Bolváry
- 1929 : L'Énigme de Curtis Bernhardt
- 1930 : Deux Cœurs, une valse (Zwei Herzen im Dreiviertel-Takt) de Géza von Bolváry
- 1930 : Ma fiancée de Chicago de Géza von Bolváry
- 1930 : Lui et moi de Harry Piel
- 1932 : Nous les mères de Fritz Wendhausen